# Фриц Фреленг
Фриц Фреленг (на английски: Friz Freleng), чието истинско име е Изадор Фреленг е американски аниматор, карикатурист, продуцент и режисьор.

## Биография
Роден е на 21 август 1906 година в Канзас, Мисури.
Известен е с работата си върху анимационните филми „Шантави рисунки“ и „Весели мелодии“ с героите Бъгс Бъни, Туити, Котаракът Силвестър, престъпника Йосемити Сам и мишока Спийди Гонзалес. Спечелил е много награди. Когато „Уорнър Брос“ затваря анимационното си студио през 1963 година, Фриц заедно със своя партнъор Дейвид ДеПатие основават „ДеПатие-Фреленг Ентерпрайзис“. Сред най-известните анимационни филми на младото студио са „Пинко Розовата пантера“, „Мравката и Мравояда“ и „Инспекторът“. През 1980-те години прави последните си филми.
Умира на 26 май 1995 година в Лос Анджелис, Калифорния. Първите епизоди на анимационния сериал „Загадките на Силвестър и Туити“ са посветени на него.

## Филмография
- „Златокосата мишка и трите котки“ (Goldimouse and the Three Cats) (1959), част от поредицата „Шантави рисунки“